# Relativpronomen
Relativpronomen är ett pronomen i början av en relativsats, där det hänvisar till korrelatet i den överordnade satsen.
Svenska relativpronomina är ”vilken” och ”vars”. Liknande funktion har också subjunktionen ”som”.

Mina föräldrar, vilka båda är döda, var djupt troende.
Jag har en tröja som är röd.
På tyska används relativpronomina der, die och das. På engelska används who, whom which och that. På franska används relativpronomia que, qui, dont och où.